# Улица Терёшково
Улица Терёшково — улица, расположенная в Западном административном округе города Москвы на территории района Солнцево.

## История
До 1983 года носила название Верхняя, которое характеризовало расположение улицы относительно долины реки Сетунька, по которой проходит Боровское шоссе, бывшее Нижней улицей. До 22 мая 1984 года была в составе деревни Терёшково, которая затем была включена в состав Москвы. Современное название улицы дано для сохранения памяти об исчезнувшей деревне.

## Расположение
Улица начинается от безымянного проезда, соединяющего Боровское шоссе с Новомещерским проездом, возле жилого комплекса «Мещерский лес» и проходит параллельно Киевскому направлению железной дороги, Боровскому шоссе и Новомещерскому проезду на восток до Терёшковского пруда. Западная и восточная части улицы являются пешеходными. Улица Терёшково в начале пересекается с Проектируемым проездом № 6475.

## Транспорт
По улице Терёшково маршруты общественного транспорта не проходят, ближайшие остановки «Улица 50 лет Октября», «Улица Главмосстроя» и «Терёшково» находятся на Боровском шоссе.

### Метро
- Станция метро «Говорово» Солнцевской линии — в 1 км на юго-восток.
- Станция метро «Солнцево» Солнцевской линии — в 1,5 км на юго-запад.

### Железнодорожный транспорт
- Станция Солнечная — в 0,5 км на запад.
- Платформа Мещёрская — в 1,5 км на восток.